# Pastoraal werker
De term pastoraal werker of pastoraal werkster is een begrip uit het christendom, dat in twee betekenissen gebruikt wordt, naargelang van de kerkelijke traditie.

## Rooms-katholicisme
In de Katholieke Kerk wordt de term "pastoraal werker" gebruikt voor mensen die zonder priester- of diakenwijding professioneel werkzaam zijn in het pastoraat. Professioneel in functionele zin, zijn ze leek in de kerkelijk-hiërarchische zin. De functie van pastoraal werker is geen ambt in de kerkelijke hiërarchie. Wel ontvangt de pastoraal werker een zending van de bisschop.
Elk bisdom bepaalt zijn eigen specifieke eisen voor de functie van pastoraal werker. In het algemeen is een opleiding theologie op universitair of HBO-niveau vereist, aangevuld met een vorming vanuit het bisdom.
In België worden pastoraal werkers in de parochiepastoraal ook parochieassistenten genoemd. Deze worden, zoals bijvoorbeeld ook pastoors, door de federale overheid bezoldigd.

### Kerkelijke omschrijving
Bepalend voor de functie van pastoraal werk(st)er in de Nederlandse situatie is de nota Meewerken in het pastoraat die de Nederlandse bisschoppen in 1999 hebben uitgegeven. Dit is een beleidsnota bij de officiële Romeinse Instructie over enige vragen betreffende de medewerking van lekengelovigen aan het dienstwerk van de priesters (1997).

### Positie in de parochie
De pastoraal werker in een parochie valt onder de verantwoordelijkheid van de pastoor. Volgens het kerkelijk recht kan enkel een priester eindverantwoordelijke van een parochie zijn. 
 De praktijk is dat in sommige parochies een pastoraal werker als eerste aanspreekbare functionaris aanwezig is. Voor het bedienen van de sacramenten wordt beroep gedaan op een priester. Ook bestaan er samenwerkingsvormen waarin een team van priesters en pastoraal werkers verantwoordelijk zijn voor specifieke taakgebieden in een cluster van parochies. Een pastoraal werker draagt dan bijvoorbeeld zorg voor de catechese in een vijftal parochies. Sommigen gebruiken de term pastor voor onder andere pastoraal werkers. Dit is volgens de nota Meewerken in het pastoraat onjuist. Deze titel is in de Katholieke Kerk voorbehouden aan gewijde personen. 

In bepaalde Nederlandse bisdommen is de functie van pastoraal werker gebruikelijker dan in andere. In het Bisdom Roermond kwamen in 2005 pas de eerste pastoraal werkers. De laatste jaren ziet men ook de ontwikkeling waarbij permanente diakens gaan meewerken in het pastoraat. Binnen behoudende kerken en parochies hebben pastoraal werkers geen functie binnen de liturgie maar dragen meer de zorg voor niet-liturgische zaken binnen het pastoraat, zoals het geven van catechese/catechismus.

### Sacramenten
Aangezien in de Katholieke Kerk het bedienen van de Sacramenten in het algemeen is voorbehouden aan bisschoppen, priesters alsook diakens (uitgezonderd eucharistie, biecht, ziekenzalving), omvat de taak van de pastoraal werker niet de sacramentele bediening.

## Protestantisme
Binnen de protestantse kerkgenootschappen en gemeenten zijn pastoraal werkers personen die in het pastoraat ("herderlijke zorg") werkzaam zijn maar die geen afgeronde universitaire predikantsopleiding hebben gevolgd, of dit wel hebben gedaan maar niet als predikant zijn aangesteld. Zij beschikken niet over de bevoegdheid om de sacramenten te bedienen en gaan doorgaans niet voor in de zondagse kerkdiensten. Wel kunnen zij voorgaan in de zondagse samenkomsten in bijvoorbeeld ziekenhuizen, verpleeghuizen of bejaardenhuizen, die geen predikant in dienst hebben. Wanneer zij geen universitaire opleiding hebben gevolgd, beschikken zij vaak over een opleiding op HBO-niveau. In de Nederlandse Hervormde Kerk waren tot 1966 'wika's' (afkorting voor werker in kerkelijke arbeid) actief. Er werd in 1945 een speciale opleiding voor deze functie opgezet door het instituut 'Kerk en Wereld' te Driebergen. De wika moest een rol spelen bij de 'herkerstening' van het naoorlogse Nederland.